# Debra O’Connor
Deborah „Debra“ O’Connor (* 4. Juli 1966 in Kingston) ist eine Badmintonspielerin aus Trinidad und Tobago.

## Karriere
Debra O’Connor wuchs in Jamaika, dem Herkunftsland ihres Vaters, auf, wo sie auch erstmals das Badmintonspiel sah. 1977 zog die Familie in das Heimatland ihrer Mutter, nach Trinidad und Tobago. Erste große internationale sportliche Erfolge erkämpfte sich Debra O’Connor bei den Meisterschaften der CAREBACO. Dort sammelte sie von 1983 bis 1996 insgesamt 22 Titel. Bei den Zentralamerika- und Karibikspielen 1990 gewann sie Silber im Dameneinzel, Silber im Doppel mit Virginia Chariandy und Bronze mit Ronald Clarke. 1996 stand sie bei den US Open im Viertelfinale des Dameneinzels und im Achtelfinale des Doppels, wo sie mit Sabrina Cassie gestartet war.
Bei den Olympischen Sommerspielen 1996 nahm O’Connor am Badminton-Einzelturnier teil. In der ersten Runde verlor sie dort gegen Denyse Julien aus Kanada mit 0:2 Sätzen. Seit 2009 ist sie auf Jamaika aktiv und gewann dort einen Doppeltitel mit Nigella Saunders.

## Sportliche Erfolge
| Datum | Disziplin | Turnier                           | Platz | Name                                |
| ----- | --------- | --------------------------------- | ----- | ----------------------------------- |
| 1983  | Einzel    | Carebaco-Meisterschaft            | 1.    | Debra O’Connor                      |
| 1983  | Doppel    | Carebaco-Meisterschaft            | 1.    | Debra O’Connor / Virginia Chariandy |
| 1983  | Mixed     | Carebaco-Meisterschaft            | 1.    | Carl Khan / Debra O’Connor          |
| 1984  | Einzel    | Carebaco-Meisterschaft            | 1.    | Debra O’Connor                      |
| 1984  | Doppel    | Carebaco-Meisterschaft            | 1.    | Debra O’Connor / Virginia Chariandy |
| 1985  | Einzel    | Carebaco-Meisterschaft            | 1.    | Debra O’Connor                      |
| 1985  | Doppel    | Carebaco-Meisterschaft            | 1.    | Debra O’Connor / Virginia Chariandy |
| 1986  | Einzel    | Carebaco-Meisterschaft            | 1.    | Debra O’Connor                      |
| 1986  | Doppel    | Carebaco-Meisterschaft            | 1.    | Debra O’Connor / Beverly Tang Choon |
| 1986  | Mixed     | Carebaco-Meisterschaft            | 1.    | Carl Khan / Debra O’Connor          |
| 1987  | Einzel    | Carebaco-Meisterschaft            | 1.    | Debra O’Connor                      |
| 1987  | Doppel    | Carebaco-Meisterschaft            | 1.    | Debra O’Connor / Beverly Tang Choon |
| 1990  | Einzel    | Carebaco-Meisterschaft            | 1.    | Debra O’Connor                      |
| 1990  | Doppel    | Carebaco-Meisterschaft            | 1.    | Debra O’Connor / Virginia Chariandy |
| 1990  | Mixed     | Carebaco-Meisterschaft            | 1.    | Ronald Clarke / Debra O’Connor      |
| 1990  | Einzel    | Zentralamerika- und Karibikspiele | 2.    | Debra O’Connor                      |
| 1990  | Doppel    | Zentralamerika- und Karibikspiele | 2.    | Debra O’Connor / Virginia Chariandy |
| 1990  | Mixed     | Zentralamerika- und Karibikspiele | 3.    | Ronald Clarke / Debra O’Connor      |
| 1991  | Doppel    | Panamerikameisterschaft           | 3.    | Debra O’Connor / Maria Leyow        |
| 1992  | Einzel    | Carebaco-Meisterschaft            | 1.    | Debra O’Connor                      |
| 1992  | Doppel    | Carebaco-Meisterschaft            | 2.    | Debra O’Connor / Sabrina Cassie     |
| 1992  | Mixed     | Carebaco-Meisterschaft            | 3.    | David Lee Kim / Debra O’Connor      |
| 1993  | Einzel    | Carebaco-Meisterschaft            | 1.    | Debra O’Connor                      |
| 1993  | Doppel    | Carebaco-Meisterschaft            | 1.    | Debra O’Connor / Sabrina Cassie     |
| 1993  | Mixed     | Carebaco-Meisterschaft            | 3.    | Ronald Clarke / Debra O’Connor      |
| 1993  | Einzel    | Panamerikameisterschaft           | 1.    | Debra O’Connor                      |
| 1993  | Doppel    | Panamerikameisterschaft           | 2.    | Debra O’Connor / Caroline Vaughn    |
| 1993  | Mixed     | Panamerikameisterschaft           | 2.    | Kenneth Erichsen / Debra O’Connor   |
| 1995  | Einzel    | Bermuda International             | 2.    | Debra O’Connor                      |
| 1995  | Mixed     | Bermuda International             | 3.    | Robert Richards / Debra O’Connor    |
| 1995  | Einzel    | Panamerikameisterschaft           | 5.    | Debra O’Connor                      |
| 1995  | Doppel    | Panamerikameisterschaft           | 5.    | Debra O’Connor / Beverly Tang Choon |
| 1995  | Einzel    | Carebaco-Meisterschaft            | 1.    | Debra O’Connor                      |
| 1995  | Doppel    | Carebaco-Meisterschaft            | 1.    | Debra O’Connor / Beverly Tang Choon |
| 1995  | Mixed     | Carebaco-Meisterschaft            | 5.    | Ronald Clarke / Debra O’Connor      |
| 1996  | Einzel    | Carebaco-Meisterschaft            | 1.    | Debra O’Connor                      |
| 1996  | Doppel    | Carebaco-Meisterschaft            | 1.    | Debra O’Connor / Beverly Tang Choon |
| 2009  | Doppel    | Jamaikanische Meisterschaft       | 1.    | Debra O’Connor / Nigella Saunders   |